# Geistlicher Rat (Gremium)
Der Geistliche Rat ist ein kirchliches oder auch  politisches Gremium. Die meist geistlichen, gegebenenfalls aber auch weltlichen Mitglieder üben eine Kontroll-, Verwaltungs- und Beratungsfunktion aus. 

## Katholische Bistümer
Der „Geistliche Rat“ kann (historisch oder aktuell) das leitende Verwaltungsgremium eines Bistums bezeichnen. In seiner Gesamtheit kann der Rat aus dem bischöflichen Ordinariatsrat bzw. der Ordinariatskonferenz bestehen. Hierzu gehören der örtliche Diözesanbischof mit seinen Räten sowie der Generalvikar und die ihm zugeordneten Räte. Der Geistliche Rat ist gleichsam das „Kabinett“ des Erzbischofs. Er berät über pastorale Fragen von besonderer Bedeutung und Auswirkungen für die Zukunft. Hier wird auch über die Ernennung von Pfarrern beraten und entschieden. Die Mitglieder des Gremiums werden auch mit „Geistlicher Rat“ tituliert. Im Bistum Regensburg tagt das Gremium des Geistlichen Rats z. B. unter der Bezeichnung „Ordinariatskonferenz“.
Historisch entstanden mit der Ausbildung der Diözesanverwaltung Leitungsämter wie Offizial und Pönitentiar. Parallel bildete sich als zentrales Gremium für die geistlichen Angelegenheiten der Geistliche Rat. 

## Weltliche Fürstentümer
Der Begriff „Geistlicher Rat“ kann auch die Behörde eines weltlichen Staates bezeichnen, die die Kirchenangelegenheiten behandelt. Herzog Albrecht V. von Bayern gründete, nachdem bereits 1556/57 eine Vorläuferbehörde existierte, 1570 das „Geistliche Ratskollegium“. Diese Institution hatte die Aufgabe, die Reinerhaltung der katholischen Lehre und die Praxis des katholischen Glaubens zu beaufsichtigen. Es war somit eine herzogliche Zentralbehörde mit weitgehender Kontroll- und Strafbefugnis über den Klerus. Dem Rat gehörten geistliche und weltliche Räte an. Dieser Geistliche Rat wurde 1802 durch den Minister Graf Montgelas (1759–1838) aufgelöst. 
Kaiser Maximilian II. installierte 1568 einen „Klosterrat“ als staatliche Behörde. Dieses Instrumentarium hatte den Auftrag den gesamten Bereich der Kirche zu kontrollieren.
König Friedrich I. von Württemberg setzte 1806 in Stuttgart den „Katholischen Geistlichen Rat“ ein. 1816 wurde dieser in „Katholischer Kirchenrat“ umbenannt und war eine Abteilung innerhalb des Kulturministeriums. Bis zu seiner Aufhebung im Jahr 1924 behandelte dieser „Rat“ alle staatskirchlichen Angelegenheiten.